# Condado de Nahavand
El condado de Nahavand (en persa: شهرستان نهاوند) es un condado (shahrestán) en la provincia de Hamadán, Irán. 
La capital del condado es Nahavand. El condado está subdivido en cuatro distritos (bajshs): el distrito Central, el distrito de Giyan, el distrito de Zarrin Dasht y el distrito de Jezel. El condado tiene cuatro ciudades importantes: Nahavand, Barzul, Giyan y Firuzan.
En el censo de 2006, la población del condado era de 178.683 habitantes, en 46.283 familias. La alfabetización era el 83 por ciento de la población. Casi el 52 por ciento de la población vivía en regiones urbanas.